# Comuna Smoje, Skole
Smoje (în ucraineană Сможе) este o comună în raionul Skole, regiunea Liov, Ucraina, formată din satele Dolînivka, Nahirne și Smoje (reședința).

## Demografie
Componența lingvistică a comunei Smoje
     Ucraineană (99,73%)
     Alte limbi (0,27%)
Conform recensământului din 2001, majoritatea populației comunei Smoje era vorbitoare de ucraineană (99,73%), existând în minoritate și vorbitori de alte limbi.